# Championnats d'Europe de taekwondo 1994
Navigation
Édition précédente Édition suivante
Les championnats d'Europe de taekwondo 1994 ont été organisés du 28 au 30 octobre 1994 à Zagreb, en Croatie. Il s'agissait de la dixième édition des championnats d'Europe de taekwondo.